# Kostel svatého Jana Nepomuckého (Kutná Hora)
Kostel svatého Jana Nepomuckého je barokní kostel v Kutné Hoře. Jako kulturní památka je součástí městské památkové rezervace zapsané na Seznamu světového dědictví UNESCO.

## Historie
V souvislosti s oslavami svatořečení Jana Nepomuckého se v Kutné Hoře začalo uvažovat o stavbě kostela, který by byl zasvěcen tomuto novému zemskému patronovi.  Iniciátorem stavby byl pravděpodobně tehdejší kutnohorský arciděkan Václav Erythrei. Zřejmě na jeho popud se v roce 1731 kutnohorský měšťan a radní Josef Khun rozhodl, že městu věnuje pozemek ke stavbě kostela, na kterém stával jeho dům, který však v roce 1726 spolu s dalšími sousedními budovami vyhořel. Pro kutnohorské jezuity v té době pracoval významný představitel českého radikálního baroka architekt Kilián Ignác Dientzenhofer a František Maxmilián Kaňka. Ke stavbě kostela byl vybrán projekt F. M. Kaňky. Stavba byla zahájena o svátku sv. Jana Nepomuckého 16. května 1734. Mezi lety 1735 – 1739 musela být stavba z nedostatku peněz přerušena a bylo možné v ní pokračovat až po finanční výpůjčce ze zádušních fondů kutnohorských kostelů. Válečné události a přesuny pruských vojsk v roce 1745 stavbu opět přerušily, ale v následujícím roce byla již postavena sakristie.
V roce 1951 byla liturgická činnost kostela náhle ukončena a farnost byla tehdy donucena kostel bezplatně pronajmout městu. Vybavení kostela bylo narychlo deponováno ve farním depozitáři nebo převezeno do jiných kostelů v okolí. Součásti vybavení, které tehdy nebylo možné přemístit, pak byly vandalsky ničeny a částečně rozkradeny.
Od roku 1980 probíhala náročná rekonstrukce (statické zajištění kleneb a obvodových zdí), byla provedena rekonstrukce krovu a střechy, obnova hlavního průčelí včetně restaurátorských prací. Obnova fasád kostela byla ukončena v roce 1989.
V roce 1994 byla uzavřena smlouva mezi farností jako majitelem kostela a Městem Kutná Hora o novém způsobu využití kostela (koncertní síň, kulturní akce komorního charakteru a také liturgické potřeby farnosti).
V červnu 1994 byl kostel vyklizen a zpřístupněn veřejnosti ve svém poničeném stavu a v roce 1997 se na náklady Města Kutná Hora ve spolupráci s farností započalo s restaurátorskými pracemi. Obnova kostela byla ukončena v roce 2000.
| Rok  | Počet návštěvníků |
| ---- | ----------------- |
| 2015 | 9 085             |
| 2016 | 8 366             |
| 2017 | 7 526             |

## Výzdoba
Kamenné sochy sv. Vojtěcha a sv. Prokopa na průčelí kostela jsou dílem různých autorů. Socha sv. Vojtěcha je prací konzervativnějšího staršího mistra a socha sv. Prokopa je pravděpodobně od Františka Bernarda Katterbauera ml., který se v kostele ve stejné době uplatnil i jako řezbář. Katterbauer spolupracoval pravděpodobně s jiným kutnohorským řezbářem Karlem Eblerem. Mezi tyto dva řezbáře je možné rozdělit dřevěné polychromované plastiky českých zemských patronů (sv. Kosma a sv. Damián, sv. Ivan a sv. Norbert, sv. Vít a sv. Zikmund, sv. Václav, sv. Ludmila), které vznikaly postupně v závěru čtyřicátých let a okolo roku 1750. Tak bylo naplněno hlavní téma kostela věnované zobrazení Českého nebe.
Malířská výzdoba klenby kostela je od  malíře F. X. Palka. Ústředním výjevem výmalby je apoteóza Jana Nepomuckého. Hlavní výjev doplňují po stranách medailony, které zobrazují sv. Jana Nepomuckého jako zpovědníka královny a poté na příkaz krále uvrženého do vězení a vystaveného útrpnému právu. V menším klenebním poli nad kněžištěm je zobrazen proces ohledání Janova jazyka ve Svatovítském chrámu poté, co byl otevřen hrob s Janovými ostatky, mezi kterými se bez porušení zachoval právě jazyk. Biskup s úžasem sleduje zachovalost jazyka, který pozdvihuje na zlatém tácku, s údivem přihlíží i zemský hodnostář nebo snad přímo lékařským posudkem pověřený doktor Löw v černém šatě. Mezi dalšími postavami jsou možná zastoupeni kutnohorští jezuité a sedlečtí cisterciáci. V zrcadle klenby nad kruchtou je zobrazeno předání buly o svatořečení Jana Nepomuckého.
Kostel byl vysvěcen 5. srpna 1753 kutnohorským arciděkanem a zároveň vyšehradským kanovníkem Václavem Jindřichem Erythreiem. Slavnostní mši celebroval u oltáře Bolestného Krista sedlecký opat Jakub Růžička. Teprve v květnu následujícího roku byl přivezen hlavní oltář, který vznikl v dílně pražského řezbáře Ondřeje Kryštofa Dobrodina. Původní oltářní obraz s vyobrazením sv. Jana Nepomuckého jako almužníka byl od F. X. Palka. Tento obraz byl v roce 1887 nahrazen obrazem se stejným motivem avšak od malíře Emanuela Dítěte ml.
Obrazy dvou dalších bočních oltářů pochází od pražského malíře Jana Petra Molitora. Jejich téma již nesouvisí se svatojanskou legendou, ale jsou zde vyobrazeni světici jako ochránci města. Jeden z oltářů byl zasvěcen zřejmě ve vzpomínce na požár, který předcházel stavbě kostela, ochránci proti ohni sv. Floriánovi. Druhý oltář sv. Gotthardovi, ochránci před bleskem. V pozadí za oběma světci se objevuje komponované panorama Kutné Hory, ve kterém je chrám sv. Barbory vyobrazen ještě se stanovými střechami, i když v době vzniku obrazu měl již střechu sedlovou. Blíže kněžišti byly umístěny dva další boční oltáře, které byly zasvěceny Bolestné Panně Marii a Bolestnému Kristu Ecce Homo. V mariánském oltáři byl patrně umístěn starší milostný mariánský obraz, který údajně pocházel z pol. 17. století (po zrušení kostela v roce 1951 byl ukraden). Obraz Bolestného Krista se zachoval pouze v novější verzi (rok 1886) patrně od Karla Javůrka. V roce 1895 byl vzhled kostela doplněn o nové vitraje do oken od mnichovské firmy Mayer Archivováno 7. 3. 2019 na Wayback Machine., které financovala rodina Breuerů.